# HC Bělgorod
HC Bělgorod (ru: ХК Белгород) je hokejový klub z Bělgorodu, který hraje Ruskou ligu ledního hokeje (2. liga po Kontinentální hokejové lize) v Rusku.